# Берк, Фредерик
Фредерик Листер Берк (англ. Frederic Lister Burk, 1 сентября 1862, Бленим, Онтарио, Канада — 12 июня 1924, Кентфилд, Калифорния, США) — американский педагог канадского происхождения, теоретик и реформатор образования.
В Калифорнию приехал ещё в молодости. В 1883 году окончил Калифорнийский университет, после чего начал работать журналистом и заинтересовался психологией, в особенности, детской. В 1889 году отошёл от психологии и начал преподавать в калифорнийских школах. Спустя два года, в 1891 году, поступил в Университет Кларка для изучения психологии, где его руководителем был Стэнли Холл, а в 1892 году получил степень магистра философии (M. A. in philosophy) Стэнфордского университета. С 1892 года был президентом нормальных школ в Санта-Розе, с 1896 года — в Санта-Барбаре. Защитив диссертацию на степень доктора психологии (Ph. D. in phychology) в университете Кларка в 1898 году, спустя год он занял пост президента Нормальной школы штата в Сан-Франциско, занимая эту должность до конца жизни. Был членом Совета штата, в течение тринадцати лет — членом совета по образованию штата Калифорния, некоторое время также исполнял обязанности президента Калифорнийской ассоциации учителей. В 1921 году представлял США на Тихоокеанском конгрессе по образованию в Гонолулу.
Берк был активным сторонником и пропагандистом индивидуализации обучения начиная с начальной школы и индивидуального обучения как такового, вследствие чего создал собственную систему самообразования и большое количество учебных пособий по различным предметам для самостоятельного освоения. По мнению Берка, материал по каждому предмету должен был усваиваться каждым учеником в том темпе, который более всего подходит для именно него, а переход из класса в класс должен осуществляться также индивидуально и по мере прохождения учебной программы. В своей педагогической теории Бёрк уделил много внимания фиксированию индивидуальных результатов каждого учащегося и детальному контролю их успеваемости, но выступал категорически против ответов у доски и домашних заданий, равно как и стремился минимизировать помощь учащимся со стороны учителей. Написал целый ряд сочинений по педагогике.
Система Берка получила известность, будучи внедрённой в практику в школах ряда американских штатов и даже зарубежных стран, и оказала определённое влияние на теорию и практику педагогики в США: в частности, её использовали Е. Паркхерст при разработке Дальтон-плана и К. Уошбёрн при разработке Виннетка-плана. В некоторых источниках Бёрка называют родоначальником идеи дистанционного образования.